# 京都みなみ会館
京都みなみ会館（きょうとみなみかいかん）は、かつて京都府京都市南区西九条川原城町110にあった映画館（ミニシアター）。1956年（昭和31年）6月22日に「九条みなみ館」として設立され、1988年（昭和63年）に現館名に改称。2019年（令和元年）8月22日に移転したが、2023年（令和5年）9月30日をもって閉館した。

## 特色

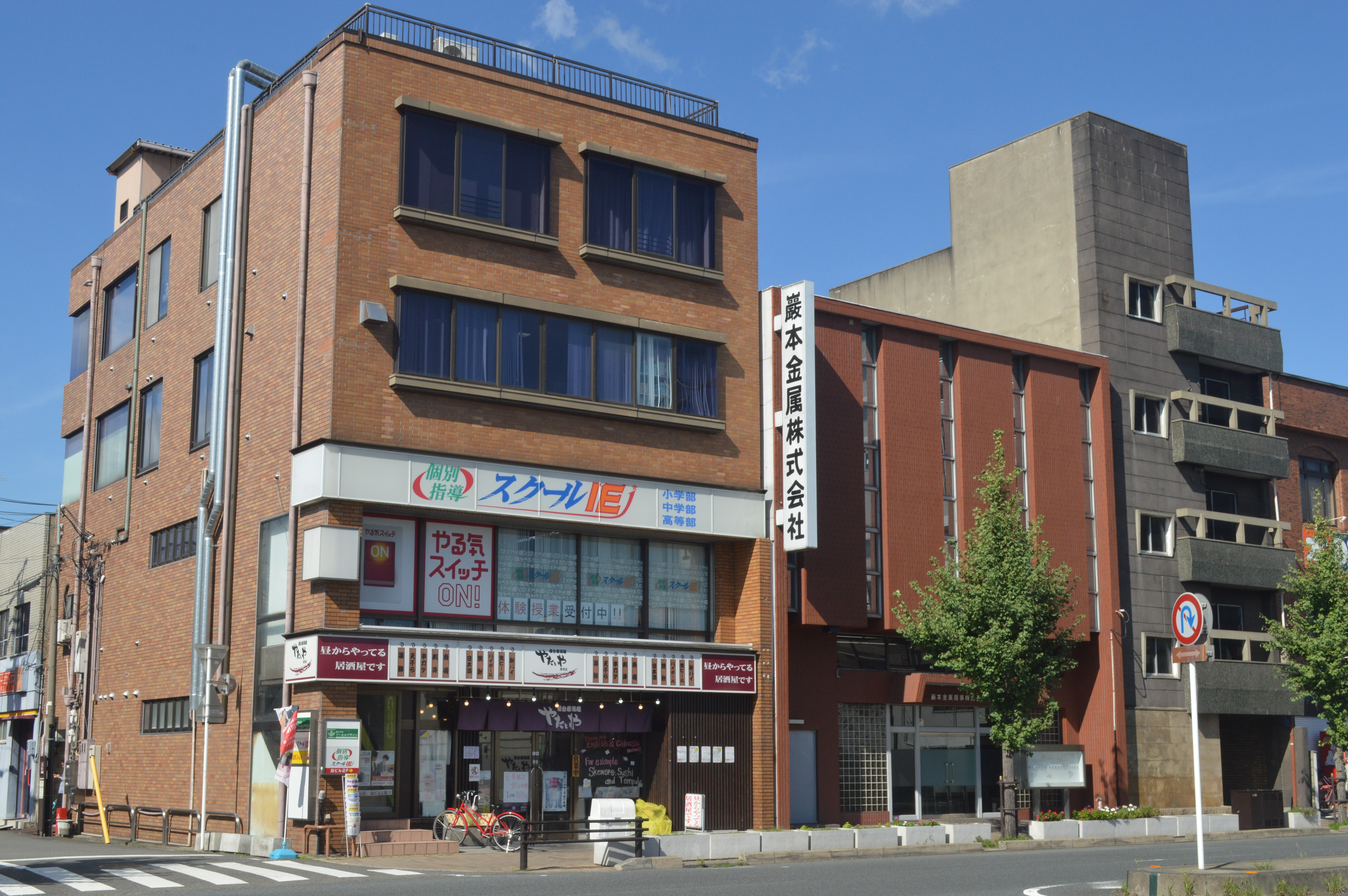
巖本金属株式会社（中央右の焦げ茶色の建物）

運営会社は金属リサイクル事業などを展開する巖本金属株式会社である。開業は1964年
。京都市のミニシアターとしては、京都みなみ会館のほかに京都シネマや出町座がある。

### 観客・上映作品
旧館時代の2015年（平成27年）時点で、客層は40代から50代の男性が圧倒的に多いとされ、一般的な映画館に多いシニア世代は比較的少ないとされる。熱心な映画ファンの常連が多いことから、みなみ会館でヒューマンドラマ作品の人気はいまひとつであり、アレハンドロ・ホドロフスキーの作品や『ムカデ人間』など、強烈な個性を持つ作品が支持される傾向にある。
長年に渡って継続している企画として、怪獣特撮映画の特集上映がある。毎年年末には京都怪獣映画祭ナイトを行っており、毎回満席になるほどの人気があった。現行館最初の開催となった2019年（令和元年）12月28日にはマッハ文朱が来館している。2015年時点では怪獣特撮映画の特集上映が毎月開催されるようになり、「怪獣映画の聖地」と呼ばれることもある。1993年（平成5年）以後にはオールナイト上映も人気企画として親しまれている。当時はオールナイト上映を行う映画館が多数あったが、2018年（平成30年）時点の京都市でオールナイト上映を行っているのはみなみ会館のみである。

### 料金・会員制度
2019年（令和元年）8月23日の開館時点の料金は、一般1800円、シニア1000円、学生1000円、障害者1000円、会員1000円である。毎月1日と毎週水曜日は1100円に、毎月21日は1000円に、毎年12月1日は1000円に割引される。
1年間に2回以上鑑賞すると割安になる会員制度を設けている。会員は鑑賞料金が一律で1000円となり、会員の同伴者も1500円に割引される。また、京都シネマや出町座など全国のコミュニティシネマ提携館で会員証を提示すると割引が受けられる。

### 設備
旧館時代は全席自由席であり、作品ごとの入れ替えを行っていた。かつては飲食も自由であったが、2009年頃から食べ物は館内販売品に限るという制限が設けられた。なお、旧館時代のロビーは飲食自由だった。旧館時代には無料駐車場があり、車の鍵を受付に預けることで利用できた。旧館のロビーには『キネマ旬報』などの映画関連書籍を閲覧できる書架が設置されており、3冊までであれば館外貸し出しも可能だった。現行館は全席指定席であり、作品ごとの入れ替えも行っている。現行館の開館に合わせて、旧館時代には行っていなかったチケットのネット予約サービスを開始した。現行館には専用駐車場や提携駐車場はない。
旧館時代は154席の1スクリーンであり、縦長でワンスロープという特徴的なホールだった。現行館は30席から126席までの3スクリーン計210席を有している。このうちもっとも大きなScreen 1はデジタル上映以外に35mmフィルムと16mmフィルムのフィルム上映にも対応している。旧館時代のスクリーンより小さいものの、Screen 1は横6.6m×縦2.8mの大きさである。座席はいずれもフランスのキネット社製であり、Screen 1とScreen 3が赤色、Screen 2が灰色である。
現行館は1993年（平成5年）に銀行として建てられ、その後は巖本金属がオフィスとして利用していた建物だった。京都市の景観政策上の要望などにより、既存建物への改修は最小限に抑えられた。通りに面した旧玄関はスタッフ専用の出入口となっており、建物東側の元駐車場に面して観客用のエントランスや階段等が新設された。その外壁を覆うステンレスメッシュ板は上映スクリーンをイメージした、映画館を象徴するものである。
| スクリーン | 階数 | 座席数 | 設備                            |
| ---------- | ---- | ------ | ------------------------------- |
| Screen 1   | 1階  | 126席  | DCP、35mmフィルム、16mmフィルム |
| Screen 2   | 2階  | 54席   | DCP                             |
| Screen 3   | 2階  | 30席   | DCP                             |

## 歴史

### 旧館時代（1963年～2019年）
1956年（昭和31年）6月22日に開業したみなみ館は木造2階建ての建物であり、500席の1スクリーンを有していた。木造館時代のみなみ館では松竹・日活・新東宝の各社の邦画を上映していた。
1963年（昭和38年）12月には鉄筋コンクリート造3階建てのビルに建て替え、邦画の封切館として営業を再開した。映画黄金期の1960年（昭和35年）時点では京都市に70館の映画館があり、うち南区には、八千代座映画劇場（東九条札の辻町）、朝日館（東九条南岩本町）、富士映画劇場（西九条小寺町7）、南洋館（西九条開ヶ町3）、みなみ館（西九条永城町34）と、みなみ館を含めて5館の映画館があった。昭和40年代から昭和50年代には映画が斜陽産業化し、みなみ館では成人映画も上映した。1980年（昭和55年）時点で京都市の映画館は27館にまで減っており、南区の映画館はみなみ館のみとなっていた。
1988年（昭和63年）には金属リサイクル業を営む巖本金属株式会社がみなみ館を買収し、京都みなみ会館に改称した。これにともなって再び一般映画を上映するようになった。1993年（平成5年）には京都駅北側のルネサンスホールが閉館し、ルネサンスホールを上映拠点としていた映画上映会社RCSが京都みなみ会館のプロデュースを手がけるようになった。RCSはロードショー上映やリバイバル上映以外に、「ポップコーンナイト」という覆面上映会などを行い、その独特な番組編成や企画が話題となった。特に、ジャン＝リュック・ゴダール、アッバス・キアロスタミ、黒沢清、相米慎二など国内外の著名監督に焦点を当てたオールナイトの特集上映に定評があった。単一スクリーンの映画館でありながら、年間300本を超える作品を上映した年もあった。映画監督の三島有紀子は、京都市右京区の東映京都撮影所で助監督を務めていた頃にみなみ会館に通っていたという。かつて建物の1階にはパチンコ店があり、パチンコ店の店員の声が映画館まで響いてきたこともあったという。
2010年（平成22年）3月14日にRCSとの業務提携が終了すると、4月1日からはみなみ会館が独自に番組編成を行う映画館として上映を再開した。番組編成はRCS時代を踏襲したものとなったが、配給会社と直接交渉する必要が生じたことで上映作品を集めるのに苦労し、観客数は大幅に減少した。RCS時代に人気のあったオールナイト上映が行えなくなり、後に支配人となる吉田由利香はこの時期を「暗黒の3年間」と表現している。2013年（平成25年）には京都造形芸術大学映像芸術コース出身の吉田由利香が24歳の若さで支配人に就任。2014年（平成26年）にインド映画特集の1本として『きっと、うまくいく』を上映した際には、階段の下まで観客の行列が伸びるほどの人気を得た。2016年（平成28年）1月にデヴィッド・ボウイが死去すると、みなみ会館はボウイの初主演作品『地球に落ちてきた男』の上映権を取得し、他館に先駆けて同年8月13日から上映した。
1963年（昭和38年）竣工の建物は老朽化していたが、多額の費用がかかる耐震工事を断念した。2018年内の営業再開を目指して移転候補地を調査中として、2018年（平成30年）3月31日に一時閉館した。3月中旬からは「さよなら特別興行」を行い、ミュージシャンの曽我部恵一や向井秀徳が出演する「Match-up Theater」、スタッフが手作業で椅子を揺り動かしたりする4DX風上映「カナザワ映画祭 2018『ギミック・シアター』in 京都みなみ会館」、「京都みなみ会館 さよなら爆音上映 3DAYS produced by boid」などが行われた。最後の6日間は一般的な特集上映を行い、『シェルブールの雨傘』、『ロシュフォールの恋人たち』、『青い春』など38本を上映した。

### 現行館時代（2019年～2023年）
旧館から国道1号（九条通）を挟んで75m北東には、巖本金属株式会社が所有する元銀行の建物がある。2019年（平成31年）1月にはこの建物を映画館として使用するための改修工事に着工し、5月に竣工した。旧館の一時閉館から1年半後の2019年（令和元年）8月23日、この建物でみなみ会館が再開館した。
スクリーン数は旧館時代の1スクリーンから3スクリーンに増加している。前日の8月22日に行われたリニューアル開館記念式典には、映画監督の三島有紀子や鄭義信、門川大作京都市長、赤松玉女京都市立芸術大学学長も列席している。8月23日夜から24日早朝にかけて移転後初のオールナイト上映「未知との遭遇」が行われ、『未知との遭遇』、『ジョーズ』、『E.T.』などスティーヴン・スピルバーグ監督作品を上映した。なお、旧館時代の建物は2019年後半に解体・再建築が行われ、2020年6月に地上4階地下1階建ての『GRAND KYOTO』（グラン京都）が竣工。同ビルの1階にスギ薬局東寺店が入居している他、巖本商事の登記上の本社所在地にもなっている。
しかしリニューアル翌年の2020年に新型コロナウイルス感染症が世界的に流行。厳しい経営状況が続き収益の見込みも立たなくなったことから、わずか4年後の2023年9月30日をもって閉館。みなみ館時代から通算して67年間の歴史に幕を下ろした。最終日の上映には女優の武田梨奈や映画監督の入江悠も駆けつけており、武田はみなみ会館に対して「映画愛が溢れていました」と述べている。

## 基礎情報

### 所在地
- 現行館
京都府京都市南区西九条川原城町110（座標）
- 旧館
京都府京都市南区西九条東比永城町79 2階（座標）

### 交通アクセス
- 鉄道[26]
近鉄京都線東寺駅から西に徒歩2分
JR・京都市営地下鉄烏丸線京都駅から徒歩15分
京都市営地下鉄烏丸線九条駅から徒歩12分
- バス
京都市営バス「九条近鉄前」停留所または「九条大宮」停留所から徒歩2分[26]